# MicroATX

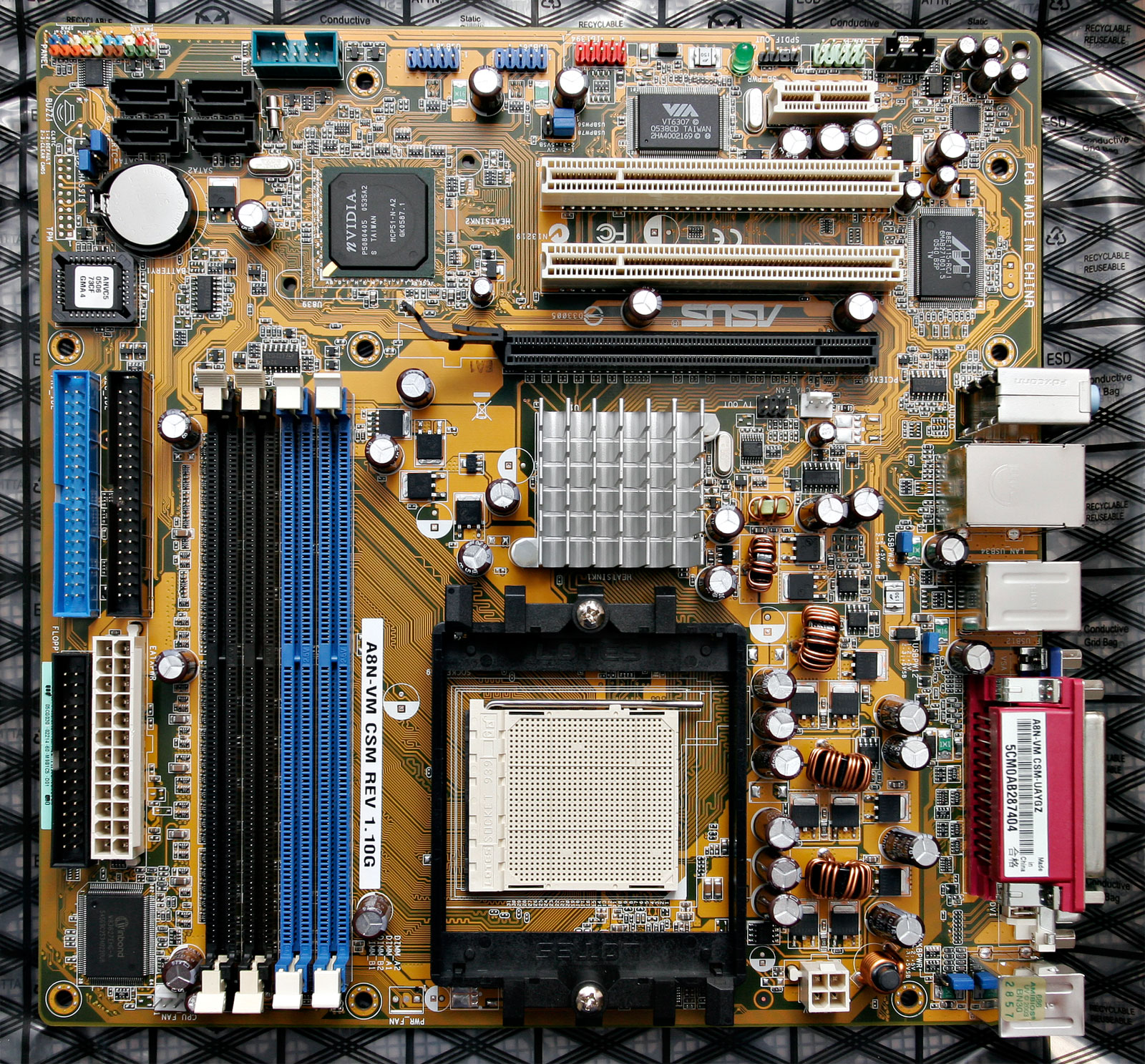
microATX základní deska A8N-VM CSM od ASUSu

microATX, také známá jako µATX nebo mATX je standard form factoru počítačových základních desek s maximální velikostí 244 mm x 244 mm. Přesto některé µATX mají rozměry pouze 171,45 mm x 171,45 mm. Standardní délka ATX je o 25 % větší než u maximální µATX desky a sice 305 mm x 244 mm.
Současně jsou k dispozici microATX základní desky podporující CPU od Intel i AMD. Nejsou známé žádné µATX základní desky pro jiné procesorové architektury než x86 a x86-64.

## Zpětná kompatibilita
µATX bylo navrženo tak, aby bylo plně zpětně kompatibilní s ATX. Patice pro připojení hardwarových prvků jsou výběrem ze standardní ATX. Panel I/O konektorů je nezměněn, proto mohou být µATX desky použity ve standardních skříních určených pro ATX. Navíc většina µATX základních desek používá stejný napájecí konektor jako ATX, což umožňuje použití běžných napájecích zdrojů pro ATX.
MicroATX často používají stejné čipové sady jako ATX, což jim umožňuje používání stejných komponent. Nicméně kvůli své malé velikosti mají často méně rozšiřovacích slotů.
Za zmínku stojí, že některé microATX tower skříně vyžadují nízkoprofilové PCIE karty.

## Rozšiřitelnost
Většina moderních ATX desek má sedm PCI-Express rozšiřujících slotů, zatímco µATX má typicky čtyři.
ATX motherboard size comparison; rear is on left.
FlexATX (229 × 191 mm)
MicroATX/Embedded ATX (244 × 244 mm)
Mini ATX (284 × 208 mm)
Standard ATX (305 × 244 mm)
Extended ATX (EATX) (305 × 330 mm)
Workstation ATX (WTX) (356 × 425 mm)
The G31M-S, an ASRock microATX motherboard